# Via Rasella

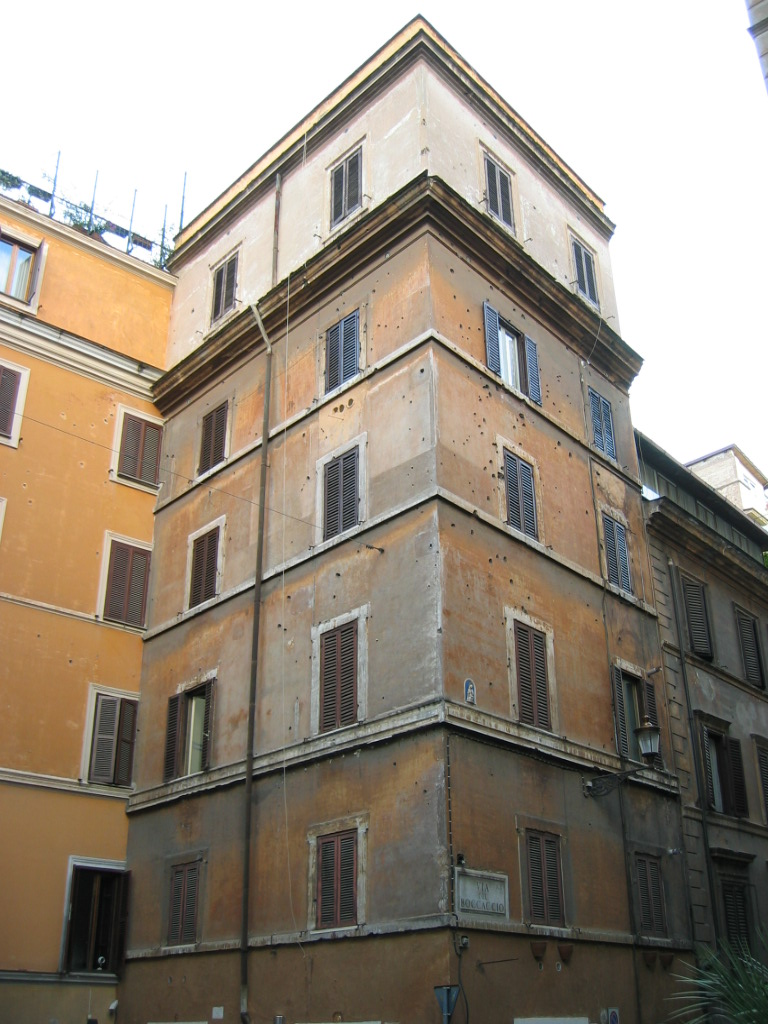
Byggnaderna i hörnet av Via Rasella och Via Boccaccio i centrala Rom är än idag fulla av kulhål från attentatet den 23 mars 1944.

Via Rasella är en för Italiens historia betydelsefull gata i centrala Rom. 
Via Rasella utgörs av en lång backe som löper parallellt med genomfartsleden Via del Tritone. Gatan börjar strax före trafiktunneln Traforo Umberto I som löper genom Quirinalen och slutar framför järngrindarna till Palazzo Barberini.

## Attentat
Den 23 mars 1944 förövade den kommunistiska motståndsrörelsen GAP, Gruppi d'Azione Patriottica, ett attentat mot tyska SS på Via Rasella. Man hade observerat att ett kompani ur SS-polisregementet Bozen, vars manskap utgjordes av tysktalande italienare från Alto Adige, varje marseftermiddag 1944 marscherade uppför Via Rasella från sitt övningsområde till kasernerna vid Castro Pretorio i norra Rom. Flyktmöjligheterna längs de små sidogränderna kring Via Rasella var utmärkta. 
Två unga studenter, Rosario Bentivegna och Carla Capponi, ledde bakhållet. Bentivegna var maskerad till gatsopare med en soptunna innehållande 18 kilo trotyl. Capponi hade placerat sig på en strategisk plats för att kunna skymta SS-bataljonen, när den dök upp. I handväskan hade hon en pistol. När bataljonen på 156 SS-soldater nått i jämnhöjd med tvärgatan Via Boccaccio, tände Bentivegna stubintråden och försatte sig i säkerhet. Kl. 15.42 exploderade bomben, och partisanerna öppnade eld. 26 tyska soldater dog genast och 60 sårades, varav 7 dödligt. De övriga sköt vilt omkring sig. 
Den tyske kommendanten i Rom, Herbert Kappler, ville spränga hela kvarteret som hämnd för de 33 SS-soldaternas död. Man tog dock kontakt med Hitler, som gav order om att för varje dödad tysk skulle tio italienare avrättas.
Ännu i början av 2000-talet kan man se spår både av bombens verkningar och av skjutandet; husen vid Via Boccaccio är ärrade av kulhål.